# 白桃ピーチよぴぴ
白桃ピーチよぴぴ（はくとうピーチよぴぴ、1991年8月17日 – ）は、吉本興業（東京本社）所属のお笑い芸人。NSC大阪校41期生。性別非公開。

## 来歴
高校時代はサッカー部に所属し、ポジションはボランチだった。その頃から可愛い格好をするのが自分の個性だと捉えていた。
龍谷大学卒業後は、声優の専門学校に通うも挫折。その後はずっとダウンタウンが好きだったことや自分の格好で皆が笑顔になってほしいと考えて芸人になることを選び、NSCの大阪校に41期生として入学。在学中から自身を「よぴぴ」と呼んでいて、「すこやかなよぴぴ」などを経て現在の芸名になった。
NSC時代に「メガホンズ」、NSCを卒業後は同期とのコンビを複数組み、ばきをとの「ニシ神べ」、福西との「準優勝」、三江晃平との「アミーゴ・アミーガ」、今北実徳との「ひぽぽたます」などで漫才やコントといったネタを披露していた。2019年10月頃からはピン芸人としての活動に重きを置くようになる。同年末のオールザッツ漫才の若手トーナメントバトルで準決勝まで進出した。
2020年のM-1グランプリでは、同期のキャツミ・しんやと共にトリオ「しんや」を結成し出場。また、前出のアミーゴ・アミーガや準優勝など、複数ユニットで出場している。
2021年はシゲカズですとのコンビ「チューリップフィクサー」を結成し出場。この年も複数のユニットで出場しており、チューリップフィクサー、しんや、アミーゴ・アミーガ、準優勝の計4ユニットで2回戦進出。
2023年はチューリップフィクサーで初の準々決勝進出。準優勝（3回戦進出）、アミーゴ・アミーガ（1回戦敗退）、ユビッジャ・ポポポーとのコンビ「よぴぴ&ポポポー」（2回戦進出）としても出場。
2024年5月1日、NSC大阪校41期の同期である福西とコンビ「準優勝」として活動していく旨を発表するも、わずか2ヶ月で解散。なお、正式なコンビとしては解散したものの、ユニットとしては引き続きM-1グランプリ（3回戦進出）やキングオブコントに出場する。一方、M-1グランプリ2024ではチューリップフィクサーとして準々決勝進出を果たした。
2025年4月に活動拠点を東京に移した。

## 芸風
女性用の服を身にまとい、猫耳をつけていることが多い。髪は地毛である。「アイドルの卵」「メイド」「パジャマ」「怪談話をする女」などのキャラクターに扮し、漫談・リズムネタ・一人コントを行う。ネタの締めに聞き取れないほどの早口で台詞をまくしたてるのが定番となっている。

## 出演

### 過去
- オールザッツ漫才（毎日放送、2019年12月29日、2021年12月29日、2022年12月29日、2023年12月29日、2024年12月29日[15]）
- あさパラ!（読売テレビ、2020年1月25日[16]）
- 特盛!よしもと 今田・八光のおしゃべりジャングル（読売テレビ、2020年2月1日・4月25日[17][18]）
- ウチのガヤがすみません!（日本テレビ、2020年2月12日[19]）
- その他の人に会ってみた（TBSテレビ、2020年2月18日[20]）
- ネタパレ（フジテレビ、2020年2月21日[21]）
- ザ・ベストワン（TBSテレビ、2020年3月15日[22]）
- 痛快!明石家電視台（毎日放送、2020年3月23日[23]）
- バズ★ナイトナマー!（毎日放送、2020年5月 - 12月） - レギュラー出演
- ミルクボーイの実録！東西芸人（毎日放送、2021年2月24日[24]）
- 元旦に爆誕!ネクストブレイク芸人ガチャ2022（テレビ東京、2022年1月1日[25]）
- ダウンタウンのガキの使いやあらへんで!（日本テレビ、2022年2月6日、2023年1月29日）-「山-1グランプリ」出場者
- YUBIWAZA（毎日放送、2022年・2023年）- 「リアルタイムバトル将棋　プロe棋士への道」不定期出演
- るてんのんてる（読売テレビ、2022年8月19日[26]） - 「代役-1グランプリ」出場者
- 中川家とありガチ勢2（読売テレビ、2022年10月2日[27]）
- ロザンのクイズの神様（関西テレビ、2022年10月6日[28]）
- ラヴィット!（TBS、2022年12月15日）
- 新春！よしもと大爆笑2023（サンテレビ、2023年1月1日）
- なるみ・岡村の過ぎるTV（ABCテレビ、2023年2月6日、2024年5月13日、2024年8月12日、2025年1月6日[29][30][31][32]）
- 発見！仰天!!プレミアもん!!!土曜はダメよ!（読売テレビ、2023年4月15日[33]）
- モクバラナイト お笑いエスポワール号（TBSテレビ、2023年6月22日・29日、2024年1月4日[34][35]）
- あれみた?（毎日放送、2023年9月18日[36]）
- 金のツカミ（日本テレビ、2023年10月8日[37]）
- 亜生とナダルがゆる～く釣り旅やっちゃってる（BSよしもと、2023年12月6日）
- チャンスの時間（ABEMA、2024年1月21日、2024年4月14日、2024年10月27日[38][39][40]） - 「年下お笑い大賞」出場者
- さや香の違和館ヤバない?（テレビ大阪、2024年4月13日）
- フットンダ王決定戦（中京テレビ、2025年1月1日） - 「深夜も眠らせない！生放送ネタ祭り」出場者

## 映画
- eスポーーーーツ！ リアルタイムバトル将棋EDITION（2024年10月11日[41]）

## ディスコグラフィ

### デジタルシングル
- デメリットファイヤー (feat. ハハノシキュウ, Amateras & 白桃ピーチよぴぴ)  - 2024年12月21日 リリース[42]